# L'Échelle-Saint-Aurin
L'Échelle-Saint-Aurin is een gemeente in het Franse departement Somme (regio Hauts-de-France) en telt 54 inwoners (2009). De plaats maakt deel uit van het arrondissement Montdidier.

## Geografie
De oppervlakte van L'Échelle-Saint-Aurin bedraagt 5,2 km², de bevolkingsdichtheid is dus 10,4 inwoners per km².
De onderstaande kaart toont de ligging van L'Échelle-Saint-Aurin met de belangrijkste infrastructuur en aangrenzende gemeenten.

## Demografie
Onderstaande figuur toont het verloop van het inwonertal (bron: INSEE-tellingen).